# Downey's Dream Cars
Downey's Dream Cars är en amerikansk dokumentärserie vars första säsong har premiär på strömningstjänsten HBO Max år 2023. Första säsongen består av sex avsnitt, och hade premiär den 22 juni 2023. Serien är producerad av Robert Downey Jr. som också är programledare.

## Handling
Serien kretsar kring skådespelaren Robert Downey Jr. och hans stora bilintresse och intresse för miljöfrågor. Serien följer Downey Jr. som tillsammans med ett team av bilexperter restaurerar sex av hans egna klassiska bilar, och gör dem samtidigt klimatsmartare, utan ge avkall på deras stil.

## Medverkande (i urval)
- Robert Downey Jr. - programledare